# Stephan Turowski
Stephan Turowski (* 17. August 1972 in Bremen) ist ein Dichter.

## Leben
Stephan Turowski lebt und arbeitet in Kiel.
Seine Gedichte wurden in Literaturzeitschriften wie Bella triste, EDIT und Manuskripte veröffentlicht. 2005 ist seine Lyrik mit dem Stipendium der Kunststiftung Baden-Württemberg ausgezeichnet worden, 2011 bekam er ein Förderstipendium der Kulturstiftung Schleswig-Holstein.
Im November 2006 erschien sein erster Gedichtband Und jetzt bist du nackt; Uwe Kolbe hob in seinem Nachwort zu dem Band „Szenerien wie in Becketts Prosa und auf Bacons Gemälden“ als typische Merkmale seiner Lyrik hervor. 2010 kam sein zweiter Gedichtband Glückwunsch zur Wunde heraus; im Herbst 2022 erschien Das Leuchten der Lettern.

## Werke
- Und jetzt bist du nackt. Gedichte (edition Azur) Dresden
- Glückwunsch zur Wunde. Gedichte (edition Azur) Dresden
- Das Leuchten der Lettern. Gedichte (stirnholz Verlag) Kiel